# 聚樂第行幸
聚樂第行幸（日语：／ Jurakuteigyōkō / Jurakutaigyōkō）是因為豐臣秀吉、秀次父子（養父子）邀請，在天正16年（1588年）和天正20年（1592年）於聚樂第進行的天皇行幸。分別進行過2次。

## 第一次行幸
天正16年（1588年），豐臣秀吉被任命為關白，在京都建造邸宅兼城郭聚樂第，並招待正親町上皇和後陽成天皇。

## 第二次行幸
天正20年（1592年），受豐臣秀吉讓出關白職和聚樂第的豐臣秀次，為了展示自身是秀吉的後繼者，再次招待後陽成天皇。